# Scandinavian Aviation Academy

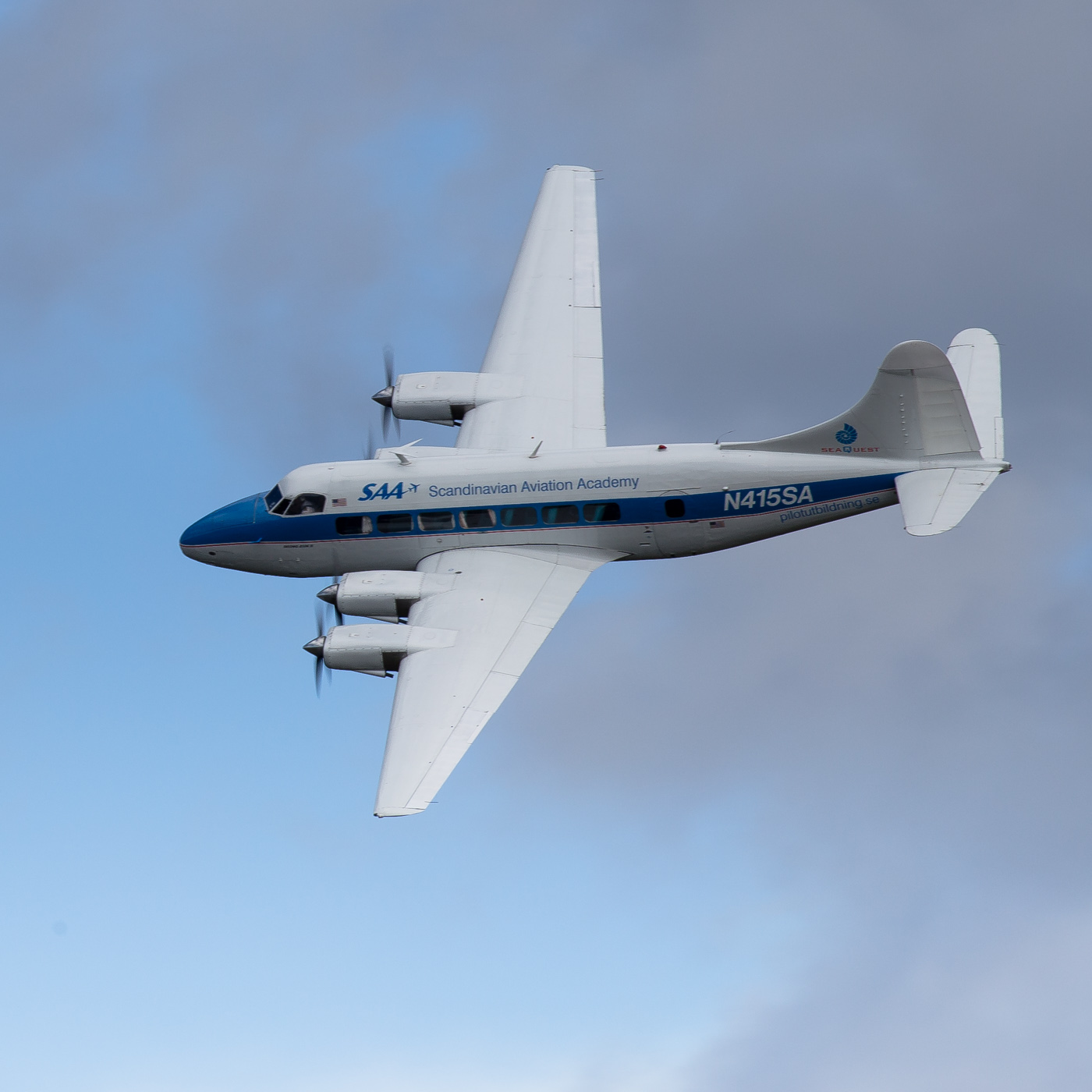
Ett flygplan av modellen De Havilland DH.114 Heron som tillhör Scandinavian Aviation Academy.

Scandinavian Aviation Academy (tidigare Bromma flygskola) grundades 1963 på Bromma flygplats i Stockholm. Flygskolan bytte namn till Scandinavian Aviation Academy (SAA) 1999, och under senare år har flygskolan vuxit med två satellitskolor i Arvidsjaur i norra Sverige och i San Diego i USA. SAA är numera den största flygutbildaren i Skandinavien[källa behövs]. 
Scandinavian Aviation Academys huvudkontor ligger nu på Stockholm-Västerås Flygplats och där har de också en trafikflygarutbildning i Yrkeshögskolans regi. 
Scandinavian Aviation Academy utbildar piloter på alla nivåer; allt från ab inito-program till typinflygningar på specifika flygplanstyper. 
Professional Pilot Program är en pilotutbildning som innefattar alla moment som behövs för att ta anställning hos ett flygbolag. För att söka till Professional Pilot Program behövs ingen tidigare flygerfarenhet. 
Även mindre program finns, främst för de som redan har viss flygerfarenhet och vill fortsätta bygga på sina behörigheter.